# Lufthansa Cargo
Lufthansa Cargo — грузовое подразделение авиакомпании Lufthansa с штаб-квартирой во Франкфурте (Германия).

## История
В июле 1994 года было принято решение сделать грузовое подразделение авиакомпании Lufthansa акционерным обществом с ограниченной ответственностью. Lufthansa стала первой авиакомпанией в мире, разделившей пассажирскую и грузовую деятельности таким образом.

## Lufthansa Cargo в Красноярске

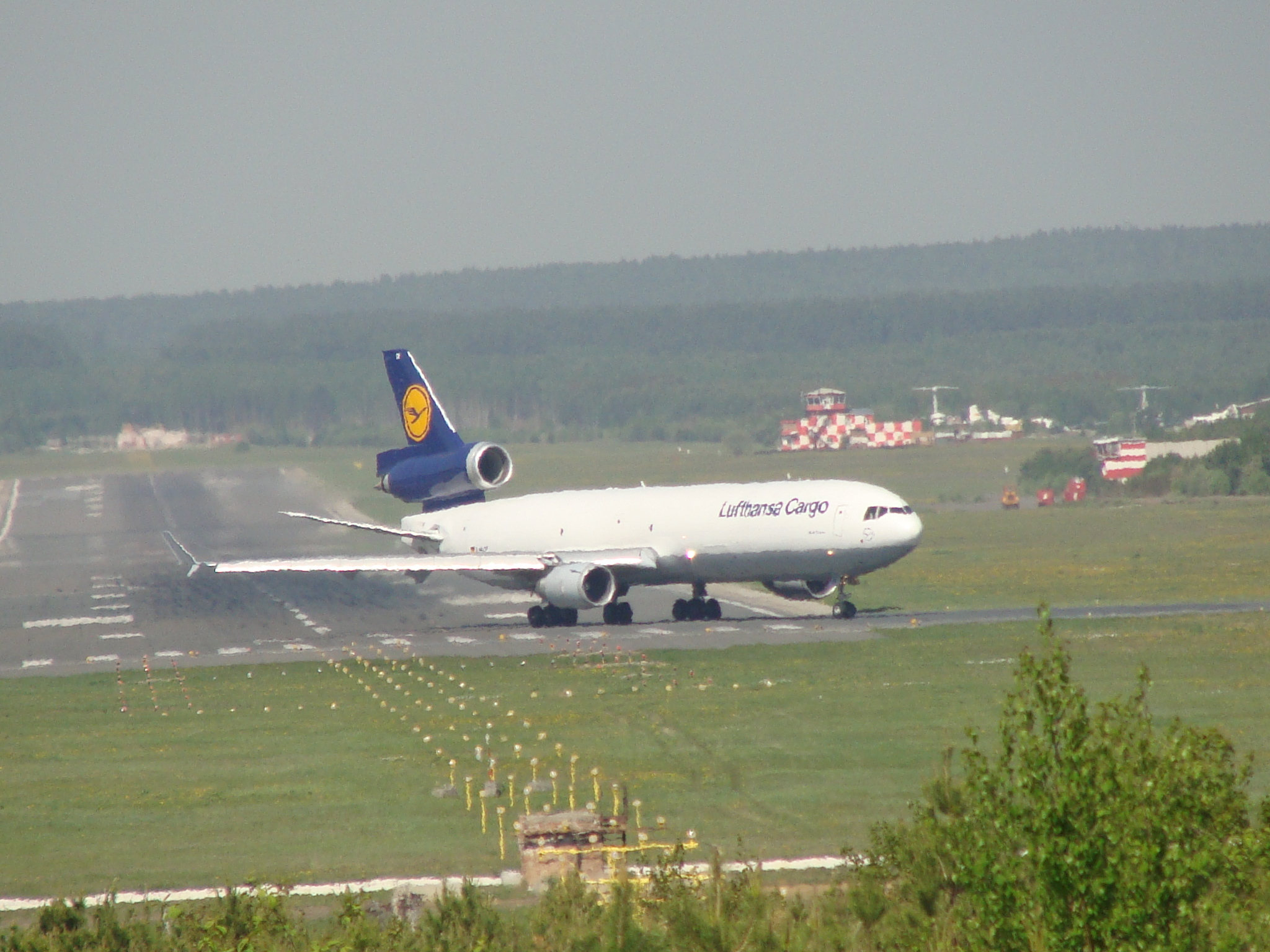
MD-11 Lufthansa Cargo в аэропорту Емельяново (Красноярск)

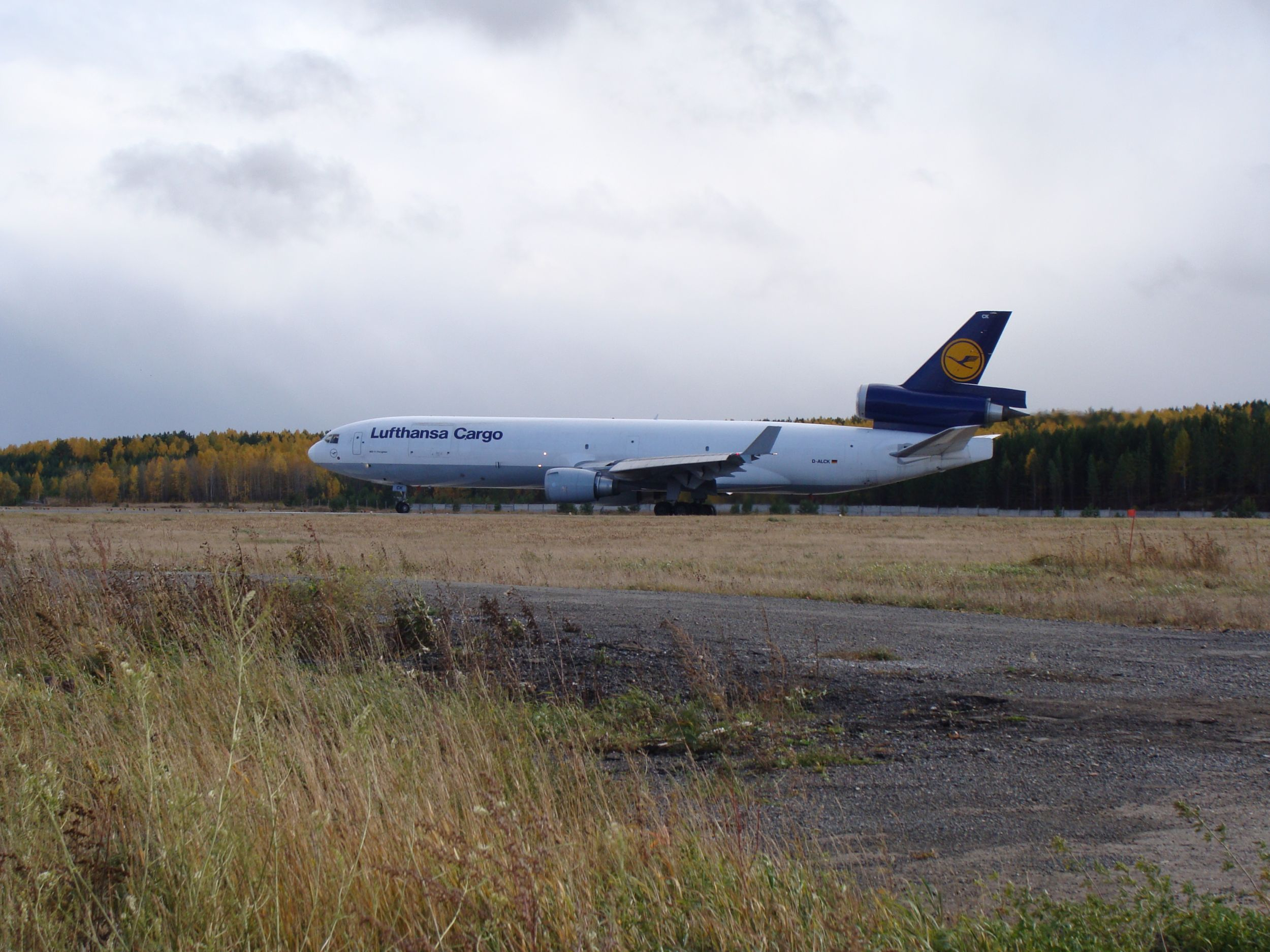
Lufthansa Cargo MD-11F в Емельяново

В июне 2009 года Lufthansa Cargo перенесла свой азиатский хаб, в котором делают техническую остановку её грузовые самолёты из Астаны (Казахстан) в красноярский аэропорт Емельяново (Россия). Первый полёт по данному маршруту был совершён 1 июня 2009 года из Токио через Красноярск во Франкфурт. Позднее через Красноярск стали осуществляться все китайские полёты. При этом авиакомпания по-прежнему будет присутствовать на авиационном рынке Казахстана, выполняя полёты на грузовых самолётах в Алма-Ату.
«Перенос азиатского хаба входит в нашу долгосрочную программу оптимизации маршрута», — сказал Карстен Шпор, председатель исполнительного органа Lufthansa Cargo. «Новый хаб в Красноярске сокращает время полёта на Дальний Восток в среднем на 12 минут, и следовательно сокращает и цены на авиаперевозки». В конечном итоге благодаря новому маршруту Lufthansa Cargo самолёты будут употреблять на две тонны керосина меньше аналогичного полёта через Нур Султан.
Lufthansa Cargo благодарит власти региона и аэропорта Красноярск непосредственно за поддержку в продвижении данного проекта. Например, в течение года системы посадки по приборам были усовершенствованы и получили разрешение CAT 2. Благодаря данной модернизации, аэропорт для посадки можно использовать даже во время плохой погоды.
Аэропорт Емельяново и «Lufthansa Cargo» успешно сотрудничали на протяжении семи лет. Со дня первой технической посадки до сегодняшнего дня «Lufthansa Cargo» выполнял каждые сутки более четырёх рейсов. По итогам 2010, немецкий грузовой перевозчик осуществил 1 515 взлётов и посадок. А за восемь месяцев 2011 — 1 153 самолётовылетов, что почти на 24 % выше аналогичных показателей прошлого года и свидетельствует о динамике увеличения количества рейсов.
В марте 2014 года «Lufthansa Cargo» на трансконтинентальных рейсах стала эксплуатировать Boeing 777 F. Именно в красноярском Емельяново впервые в России совершил промежуточную посадку грузовой Boeing 777F

## Lufthansa Cargo в Новосибирске
В сентябре 2016 года представители авиакомпании объявили, что с 31 октября самолёты прекращают выполнение технических посадок в аэропорту «Емельяново» и будут в дальнейшем обслуживаться в новосибирском аэропорту «Толмачёво». Это связано с тем, что у новосибирского аэропорта более развитая инфраструктура, и обслуживание самолётов можно проводить силами технического персонала и оборудования аэропорта (в Красноярске Lufthansa Cargo использовала своих специалистов и технику). 30 октября 2016 года самолёт MD-11F совершил последний вылет из аэропорта «Емельяново», тем самым завершив семилетнюю историю сотрудничества немецкой авиакомпании с Красноярским авиаузлом.

## Настоящее время
Компания продолжает выводить из эксплуатации менее грузоподъёмные и давно эксплуатируемые грузовые самолёты MD-11F и заменять их на более современные Boeing 777F.
Весной 2019 года авиакомпания получила два лайнера Boeing 777F, вывод двух MD-11F запланирован до конца 2019 года.
Авиакомпания сокращает объём грузовых перевозок в II и III кварталах 2019 года из-за падения спроса на рынке.
В 2020 году авиакомпания планирует полностью вывести из эксплуатации все свои оставшиеся грузовые самолёты MD-11F, прекратив тем самым технические посадки в новосибирском аэропорту.
Флот авиакомпании в настоящее время составляет: 13 Boeing 777F (4 в эксплуатации у AeroLogic), 2 Airbus a 321-211(P2F) (экспулатируются Lufthansa CityLIne) .